# Eduard Schwartz

Eduard Schwartz, um 1910

Eduard Schwartz (* 22. August 1858 in Kiel; † 13. Februar 1940 in München) war ein deutscher klassischer Philologe.

## Leben und Werk
Infolge der Berufung seines Vaters, des Gynäkologen Jakob Heinrich Hermann Schwartz, nach Göttingen begann er 1876 sein Studium an der Georg-August-Universität Göttingen. Er setzte es 1876 in Bonn bei Hermann Usener, 1878 in Berlin bei Theodor Mommsen und 1879 in Greifswald bei Ulrich von Wilamowitz-Moellendorff fort. Wilamowitz-Moellendorff und Schwartz wurden lebenslange Freunde.
Nach erfolgter Promotion zum Dr. phil. ging er als Stipendiat nach Italien. Seit 1884 habilitierter Privatdozent an der Rheinischen Friedrich-Wilhelms-Universität Bonn, ging er 1887 an die Universität Rostock. Im Dreikaiserjahr heiratete er in Rostock Emma Blumenbach. Weitere Stationen waren die Universität Gießen (1893), die Kaiser-Wilhelms-Universität Straßburg (1897), die Universität Göttingen (1902), die Albert-Ludwigs-Universität Freiburg (1909) und 1914 nochmals Straßburg. Dort war er 1915/16 (im Ersten Weltkrieg) Rektor.
Wie viele Straßburger Hochschullehrer nach dem Waffenstillstand von Compiègne (1918) von der Dritten Französischen Republik ausgewiesen, kam er Ostern 1919 auf den Lehrstuhl der Ludwig-Maximilians-Universität München. In München lehrte er bis zu seinem Tode.
Seine Mitgliedschaften an den Akademien Berlin, Heidelberg, München, Wien, Straßburg, Petersburg, Kopenhagen, Budapest und Stockholm sind Ausdruck seiner wissenschaftlichen Reputation. Die Universität Rostock ernannte ihn anlässlich ihrer Vierhundertjahrfeier (1919) zum Ehrenmitglied. Die Philologisch-Historische Verbindung Gießen, der Philologisch-Historische Verein Göttingen und der Philologisch-Historische Verein Freiburg ernannten ihn zum Ehrenmitglied. Ordentliches Mitglied der Bayerischen Akademie der Wissenschaften seit 1919, stand er der Gelehrtenvereinigung von 1927 bis 1930 als Präsident vor. 1928 wurde er öffentlicher Förderer des völkisch gesinnten, antisemitischen Kampfbunds für deutsche Kultur. Für den Nationalsozialismus hatte er als Konservativer keine Sympathie. 1936 wählten ihn die Mitglieder der Bayerischen Akademie der Wissenschaften erneut zum Präsidenten, aber der Reichserziehungsminister Bernhard Rust ernannte an seiner Stelle den nicht vorgeschlagenen Nationalsozialisten Karl Alexander von Müller.
Das von Albert Rehm erstellte Schriftenverzeichnis von Schwartz umfasst 387 Ziffern, zusätzlich Texteditionen.
Schwartz wurde von der Berliner Akademie mit der Herausgabe der Sammlung Acta conciliorum oecumenicorum beauftragt. Für Paulys Realencyclopädie der classischen Altertumswissenschaft (RE) verfasste Schwartz an die 200 Artikel zu griechischen Geschichtsschreibern, die (wenn auch in Details überholt) bis heute wichtige Grundlagenbeiträge darstellen.

## Veröffentlichungen (Hauptwerke)

### Monografien
- De Dionysio Scytobrachione. Bonn 1880. (Dissertation)
- Quaestiones Herodotae. Rostock 1890.
- Fünf Vorträge über den griechischen Roman. Berlin 1896. Zweite Auflage (Mit einer Einführung von A. Rehm) 1943. Nachdruck Berlin/Boston 2018.
- Zur Entstehung der Ilias. Strasbourg 1918.
- Das Geschichtswerk des Thukydides. Bonn 1919. 2. Auflage 1929.
- Kyrillos von Skythopolis (Texte und Untersuchungen zur Geschichte der altchristlichen Literatur 4. Reihe 4. Band 2. Heft = 49. Band 2. Heft) Leipzig 1939.
- Charakterköpfe aus der Antike: Fünf Vorträge. Leipzig 1906. 2. Auflage 1943. 1948.
- Gesammelte Schriften I–V. Berlin 1938–1963.

### Kritische Editionen
- Scholia in Euripidem, collegit, recensuit, edidit. 2 Bände. Berlin 1887
- Eusebius Werke, 2. Bd., 1.–3. T.: Die Kirchengeschichte, herausgegeben von Eduard Schwartz (Die Griechischen Christlichen Schriftsteller der ersten drei Jahrhunderte; Band 9). Leipzig 1903–1909 / 2. unveränderte Auflage, hrsg. von Friedhelm Winkelmann, Berlin 1999:
  - Teil 1.: Bücher I–V, hrsg. von Eduard Schwartz; Die lateinische Übersetzung des Rufinus, bearbeitet im gleichen Auftrage von Theodor Mommsen. Leipzig 1903.
  - Teil 2.: Bücher VI–X, hrsg. von Eduard Schwartz; Die lateinische Übersetzung des Rufinus, bearbeitet im gleichen Auf. von T. M. (†); Über die Märtyrer in Palästina, hrsg. von Eduard Schwartz; Rufinus, Vorrede, Einlage über Gregorius Thaumaturgus, Buch X und XI, hrsg. von Theodor Mommsen (†). Leipzig 1905.
  - Teil 3.: Eduard Schwartz, Theodor Mommsen (†), Einleitungen, Übersichten und Register. Leipzig 1909.
- Christliche und jüdische Ostertafeln ((Abhandlungen der Gesellschaft der Wissenschaften zu Göttingen, Philologisch-Historische Klasse; Neue Folge 8,6). Berlin 1905.
- Acta conciliorum oecumenicorum. Berlin & Leipzig, 1914–1940.
  - Tomus 1: Concilium Universale Ephesenum (AD 431)
  - Tomus 2: Concilium Universale Chalcedonense (AD 451)
  - Tomus 3: Collectio Sabbaitica contra Acephalos et Origenistas destinata (AD 536)
  - Tomus 4: Concilium Universale Constantinopolitanum sub Iustiniano habitum (AD 553).
- Codex Vaticanus Gr. 1431: Eine Antichalkedonische Sammlung aus der Zeit Kaiser Zenos, (Abhandlungen der Bayerischen Akademie der Wissenschaften. Philosophisch-philologische und historische Klasse; Band 32. Abhandlung 6) München 1927.